# Bhutáni álszajkó
A bhutáni álszajkó (Trochalopteron imbricatum) a madarak osztályának verébalakúak (Passeriformes) rendjébe és a Leiothrichidae családjába tartozó faj.

## Rendszerezése
A fajt Edward Blyth angol zoológus írta le 1843-ban, a Garrulax nembe Garrulax imbricatus néven. Korábban alfajként azonosították, Garrulax lineatus imbricatus és Trochalopteron lineatum imbricatum neveken is.

## Előfordulása
Dél-Ázsiában, Bhután, Kína és India területén honos. Természetes élőhelyei a szubtrópusi vagy trópusi hegyi esőerdők,  magaslati cserjések és gyepek. Állandó, nem vonuló faj.

## Megjelenése
Testhossza 20 centiméter, testtömege 40-55 gramm.

## Életmódja
Gerinctelenekkel és növényi anyagokkal táplálkozik.

## Természetvédelmi helyzete
Az elterjedési területe kicsi, egyedszáma viszont stabil. A Természetvédelmi Világszövetség Vörös listáján nem fenyegetett fajként szerepel.